# One Thing (canção de One Direction)
"One Thing" é uma canção da banda britânica-irlandesa One Direction, sendo lançada como o terceiro single de seu álbum de estreia Up All Night. Ele foi lançado como terceiro single do álbum em 6 de janeiro de 2012. A canção foi escrita por Rami Yacoub, Carl Falk e Savan Kotecha, e produzido por Yacoub e Kotecha. A canção foi a primeira da banda a ser lançada em solo americano em 13 de fevereiro de 2012.
"One Thing" recebeu críticas positivas dos críticos. A canção foi elogiada por seu refrão, o apelo cativante e riff de guitarra. "One Thing" chegou ao número seis, oito e nove na Irlanda, Escócia e no Reino Unido respectivamente ornando-se a terceira vez consecutiva top 10 em ambos países. "One Thing" também alcançou o top 10 na Hungria e Austrália, tornando-se o segundo top 10 nesses países. Apesar de não ser lançado como um single "One Thing" alcançou a posição número 23 no Canadian Hot 100 e número 39 no EUA Billboard Hot 100.

## Antecedentes e lançamento
"One Thing" foi escrito por Rami Yacoub, Carl Falk e Savan Kotecha, e produzido por Yacoub e Kotecha. O single foi lançado digitalmente em vários países europeus em 6 de Janeiro de 2012, e será lançado no Reino Unido através do CD single em 13 de fevereiro de 2012. O single estreou na BBC Radio 1 em 21 de novembro de 2011. Em 25 de Janeiro de 2012, foi anunciado qua uma musica chamada "I Should Have Kissed You" seria o lado B do single.
"One Thing" foi enviado pela Sony Music para a Australian contemporary hit radio (CHR) playlists em 30 de Janeiro de 2012. O single foi lançado na Irlanda em 10 Fevereiro de 2012, e no Reino Unido através de download digital em 13 de fevereiro de 2012.

## Video musical
O vídeo da música foi filmado em Londres em 28 de novembro de 2011, e estreou no YouTube, 13 de Janeiro de 2012, em um comprimento total de três minutos e 14 segundos. O vídeo mostra a banda tocando dentro e ao redor de Londres, incluindo na parte superior de um ônibus. O vídeo também envolve um grupo de fãs que foram convidados a fazer parte do vídeo, desde que poderia trabalhar para fora através de uma série de pistas onde o vídeo estava sendo filmado. Antes do lançamento do vídeo oficial, uma performance da canção em um estúdio de gravação com instrumentais acústicos foi enviado para a conta oficial da banda no YouTube.

## Recepção

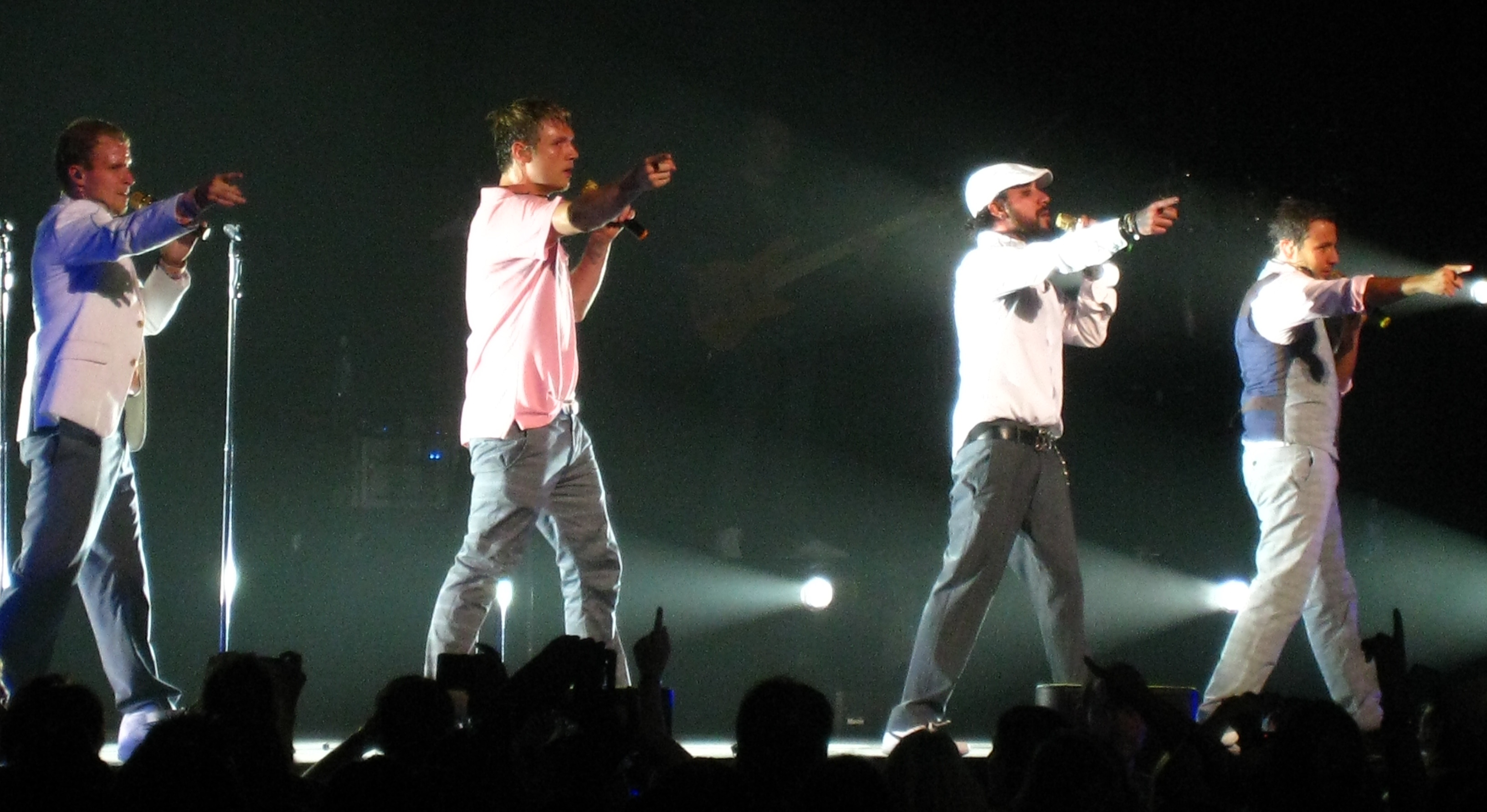
Os críticos em relação "One Thing" para Backstreet Boys (foto) canção "I Want It That Way".

Em 20 de Janeiro de 2012, chats de música da Billboard relaram que após o lançamento do vídeo da música "One Thing", Nos Estados Unidos, One Direction teve um aumento de 78% no Vevo e um aumento de 318% em visualizações no YouTube e um salto de 55% de fãs no Facebook.

## Performances ao vivo

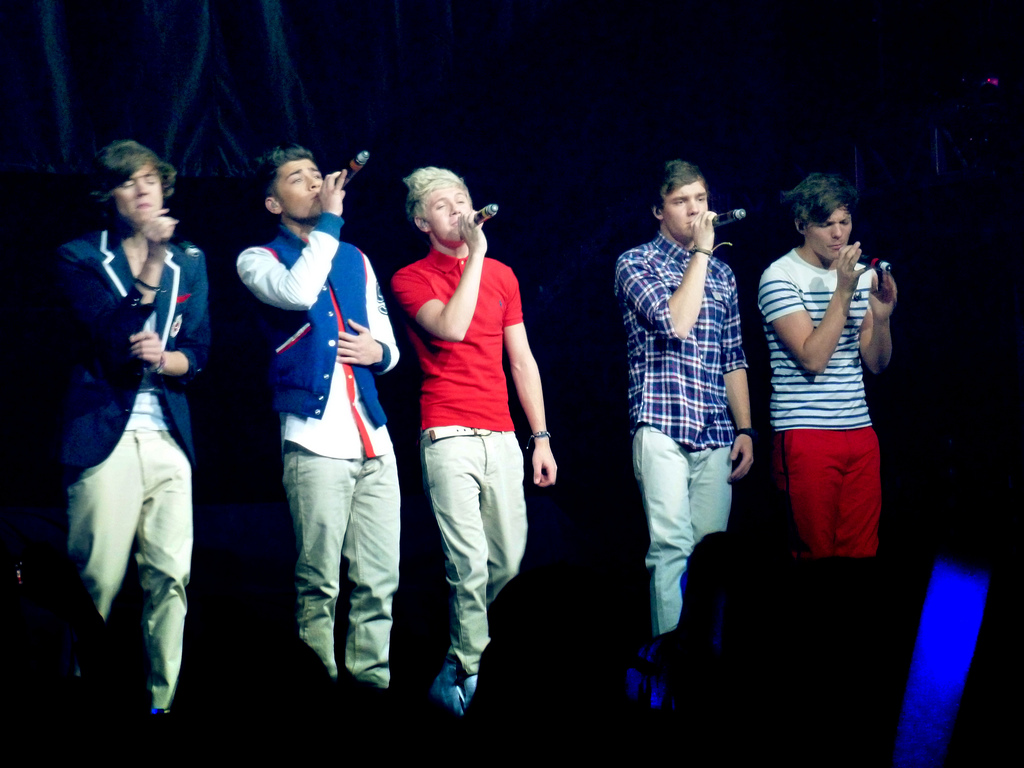
One Direction em uma performance na Up All Night Tour.

One Direction performou a canção pela primeira vez no festival britânico Jingle Bell Ball realizado pela Capital FM em 4 de Dezembro de 2011, na O2 Arena e na série The X Factor na oitava final em 10 de dezembro de 2011. Nos Estados Unidos, One Direction performou pela primeira vez no programa Today Show, em 12 de março de 2012 juntamente com "What Makes You Beautiful" e "More Than This", e depois no programa Dança on Ice juntamente com "What Makes You Beautiful". A banda tambem performou o single ao longo da turnê de promoção do álbum pelo Reino Unido a Up All Night Tour e tambem pelos Estados Unidos e Canada.

## Lista de faixas
- CD single

| N.º | Título                      | Duração |  |
| 1.  | "One Thing"                 | 3:10    |  |
| 2.  | "Gotta Be You (US version)" | 4:04    |  |

- Download digital no iTunes

| N.º | Título                         | Duração |  |
| 1.  | "One Thing"                    | 3:10    |  |
| 2.  | "I Should Have Kissed You"     | 3:40    |  |
| 3.  | "One Thing (Acoustic)"         | 3:20    |  |
| 4.  | "One Thing (Acoustic) [video]" | 3:20    |  |

- Versão australiana

| N.º | Título                     | Duração |  |
| 1.  | "One Thing"                | 3:10    |  |
| 2.  | "One Thing (Acoustic)"     | 3:20    |  |
| 4.  | "I Should Have Kissed You" | 3:40    |  |

## Desempenho nas paradas
"One Thing" estreou em Irish Single Chart no número quinze, em 19 de Janeiro de 2012, devido aos downloads digitais do álbum. O single alcançou a posição número seis na tabela de singles da Irlanda em 16 de Fevereiro de 2012, tornando-se o maior alpinista da semana, até dezoito posições de número 24, e fez com que One Direction tivesse seu terceiro single consecutivo a alcançar as dez primeiras posições. Apesar de não lançada como single em Flandres, na Bélgica o single estreou no número 40 no Flamengo Ultratop 50 de 21 Janeiro de 2012. O single estreou no número 28 no UK Singles Chart na data de 22 de Janeiro de 2012, com 9.446 cópias vendidas. Na semana de singles de lançamento, "One Thing" se tornou o maior alpinista da semana até dezessete lugares (26-9), chegando ao número nove com 31,602 de vendas, se tornando a terceira vez consecutiva 10 hit top single do álbum de estréia do One Direction. O single chegou ao número oito na Escócia Singles Chart. A canção estreou no número 34 sobre o New Singles Chart Zelândia na data de lançamento de 23 de Janeiro de 2012. Em sua terceira semana na Nova Chats Singles da Nova Zelândia, o single chegou ao número 23. O single estreou no número 32 no Singles Chart australiano sobre a semana de 12 de fevereiro de 2012.  Na semana seguinte "One Thing" chegou ao número 17 na edição de 19 de fevereiro de 2012. Na Nova Zelândia, a faixa b-side "I Should Have Kissed You" estreou no número 27 na New Zealand Singles Chart.
| Paradas (2012)                                | Melhor posição |
| --------------------------------------------- | -------------- |
| Austrália (ARIA)                              | 3              |
| Bélgica (Ultratop 50 de Flandres)             | 37             |
| Estados Unidos - Billboard Hot 100            | 39             |
| US Pop Songs (Billboard)                      | 15             |
| Estados Unidos - Billboard Digital Songs      | 35             |
| Brasil - Hot Pop Songs                        | 15             |
| Irlanda - (IRMA)                              | 6              |
| Escócia - (Scottish Singles and Albums Chart) | 8              |
| Reino Unido - UK Singles Charts               | 9              |
| Canadá - Canadian Hot 100)                    | 17             |
| França - SNEP                                 | 91             |
| Hungria (Rádiós Top 40)                       | 4              |
| Nova Zelândia (Recorded Music NZ)             | 20             |
| Escócia (Scottish Singles Chart)              | 8              |
| Eslováquia (Rádio Top 100)                    | 53             |

| País           | Provedor     | Certificação | Vendas    |
| -------------- | ------------ | ------------ | --------- |
| Austrália      | ARIA         | 2× Platina   | 140.000   |
| Canadá         | Music Canada | Platina      | 80.000    |
| Nova Zelândia  | RIANZ        | Ouro         | 7.500     |
| Reino Unido    | BPI          | Ouro         | 154.000   |
| Estados Unidos | RIAA         | Platina      | 1.000.000 |